# Breviks kile-Toftenäs
Breviks kile-Toftenäs este o arie protejată (arie specială de conservare — SAC, sit de importanță comunitară — SCI, arie de protecție specială avifaunistică — SPA) din Suedia întinsă pe o suprafață de 774,8 ha, integral pe uscat.

## Localizare
Centrul sitului Breviks kile-Toftenäs este situat la coordonatele 58°00′15″N 11°33′09″E / 58.0042°N 11.5524°E.

## Înființare
Situl Breviks kile-Toftenäs a fost declarat arie de protecție specială avifaunistică în decembrie 1996 pentru a proteja 6 specii de animale. Alte tipuri de protecție:
- sit de importanță comunitară (în ianuarie 1997)
- arie specială de conservare (în martie 2011)[1][3][4]

## Biodiversitate
Situată în ecoregiunile continentală și marină Atlantică, aria protejată conține 17 habitate naturale: Roci stâncoase cu vegetație pionieră de Sedo-Scleranthion sau Sedo albi-Veronicion dillenii, Salicornia și alte specii anuale care populează regiunile mlăștinoase și nisipoase, Golfuri mici largi și golfuri puțin adânci, Recifuri, Faleze cu vegetație de pe coastele atlantice și baltice, Fânețe de joasă altitudine (Alopecurus pratensis, Sanguisorba officinalis), Pajiști uscate seminaturale și facies de acoperire cu tufișuri pe substraturi calcaroase (Festuco-Brometalia) (* situri importante pentru orhidee), Terase mlăștinoase și terase nisipoase neacoperite de apă la reflux, Formațiuni ierboase bogate în specii de Nardus, dezvoltate pe substraturi silicioase în zone montane (și în zone submontane, în Europa continentală), Pajiști umede nord-atlantice cu Erica tetralix, Pășuni din zone de pădure fino-scandinave, Pante stâncoase silicioase cu vegetație casmofită, Pajiști uscate europene, Pajiști cu Molinia pe soluri calcaroase, turboase sau argilos-nămoloase (Molinion caeruleae), Pășuni atlantice udate de apa mării (Glauco-Puccinellietalia maritimae), Pajiști fino-scandinave uscate până la mezice, bogate în specii de altitudine mică, Vegetație anuală la limita mareei.
La baza desemnării sitului se află mai multe specii protejate de  păsări (6): Calidris alpina schinzii, sfrâncioc roșiatic (Lanius collurio), bătăuș (Philomachus pugnax), ploier auriu (Pluvialis apricaria), chiră de baltă (Sterna hirundo), fluierar de mlaștină (Tringa glareola).